# Битка при Картахена
Битката при Картахена (на испански: batalla de Cartagena de Indias) се води през 1741 г. между Испания и Англия и завършва с решителна победа за испанците. Това е най-значителната битка през Войната за ухото на Дженкинс (1739-1748), която през 1742 прераства в по-мащабната Война за австрийското наследство.
Английската експедиция е най-голямата дотогава, а десантът остава най-големия провеждан някога до десанта в Нормандия през 1944. Само в тази битка, англичаните губят повече хора, отколкото в цялата Американска война за независимост. Те били толкова уверени в победата си, че техният адмирал Вернън изпратил в Лондон съобщение с новините за падането на Картахена и били излети специални медали по този случай. Когато в Лондон разбрали за поражението, те потулили случилото се и забранили да се говори за битката.

## Предистория
Войната за ухото на Дженкинс е конфликт между Испания и Великобритания, който продължава от 1739 и 1748. Според договора от Севиля през 1729, англичаните се съгласяват да не търгуват с испанските колонии, с изключение на един кораб годишно и търговията с роби, която испанците смятат за унизителна. Търговската класа в Англия, обаче иска да се добере до огромния пазар на Испанска Америка, а и самите колонисти искат да английски стоки, което довежда до огромен черен пазар. Според същия този договор, испанците имат право да проверяват всеки английски кораб в техни води. След една такава проверка през 1731, ухото английският капитан Робърт Дженкинс било отрязано от испанската стража, тъй като се занимавал с контрабанда. Дженкинс показал ухото си пред Камарата на общините. Това още повече засилило „военната треска“ срещу Испания, която всъщност произлиза от желанието на англичаните да установят търговско и военно превъзходство в Атлантическия океан. Английският министър-председател Робърт Уолпол обява война на Испания на 23 Октомври 1739. Вицеадмирал Вернън е привърженик на войната и настоява за нападателни действия пред Парламента и пред Адмиралтейството.

## Испанските Кариби
Търговията в Испанските Кариби се базирала на четири главни пристанища – Веракрус, Картахена, Портобело и главното пристанище Хавана, откъдето минавали всички пътища от другите градове. На 22 ноември 1739 при едно от първите сражения във войната, англичаните превземат Портобело, тогава част от Вицекралство Нова Гранада, като част от техните опити да дестабилизират испанските финанси. Слабозащитеният град бил нападнат от шест линейни кораба под командването на вицеадмирал Едуард Вернън. Въпреки че испанците бързо си го връщат, леснината с която Портобело е превзет дава големи надежди на англичаните и в резултат Вернън е назначен за командир на една четвърт от британския флот, който е част от голяма сухопътна и морска експедиция под общото командване на лорд Кеткарт. Лорд Кеткарт, обаче, умрял по време на пътуването и останало неясно кой е общия командващ. В резултат англичаните страдали от липса на координация в тази мащабна и сложна операция.
Съсредоточаването на голям флот и много войници е главно по политически причини, понеже правителството искало да осигури бъдещия успех на Вернън, като му даде превъзхождащи сили. Самият Вернън не бил убеден, че широкомащабна атака на силно укрепения град ще бъде толкова успешна, както при по-малкия Портобело. Той, обаче, не можел да откаже атаката на каквото и да е пристанище, когато разполагал е такива огромни сили.